# 悪妻行進曲
悪妻行進曲（あくさいこうしんきょく）は、日本のテレビドラマ。

## 概要
1977年（昭和52年）4月12日から同年6月28日にかけてTBS系列で放送されたホームコメディタッチのテレビドラマである。7年間で24作品「人間の歌シリーズ」を制作した「木下恵介プロ」が初めて時間帯を移し主婦対象に制作したドラマ。憎らしくない悪妻を何組かの夫婦を登場させ様々なパターンで描く。

## スタッフ
- プロデューサー：飯島敏宏
- 演出：鈴木利正、山田高道
- 脚本：宮崎晃、桜井秀雄
- 制作：木下恵介プロダクション（現・ドリマックス・テレビジョン）、TBS

## キャスト
- 星山洋平 - 林隆三
- 洋平の妻・厚子 - 大谷直子
- 厚子の妹・涼子 - 木之内みどり
- 笹倉透 - 細川俊之
- 笹倉の妻・静枝 - 篠ヒロコ
- 飯田総一郎 - 植木等
- 総一郎の息子・太郎 - 森川正太
- 荒川健太 - 谷啓
- 健太の妻・ミネ子 - 岡まゆみ
- 静枝の父・津村兵衛 - 松村達雄
- 厚子の母・里子 - 沢村貞子
- 飯田芳子 - 赤木春恵
- 南美川陽子
他

## サブタイトル
| 話数 | 放送日        | サブタイトル           | 脚本     | 演出     |
| ---- | ------------- | ---------------------- | -------- | -------- |
| 1    | 1977年4月12日 | 朝から夜中まで         | 宮崎晃   | 鈴木利正 |
| 2    | 4月19日       | 忙しい日曜日           | 宮崎晃   | 鈴木利正 |
| 3    | 4月26日       | 二兎を追う者は･･･      | 宮崎晃   | 山田高道 |
| 4    | 5月3日        | ある夜の出来事         | 宮崎晃   | 山田高道 |
| 5    | 5月10日       | 一ヶ月の休暇           | 宮崎晃   | 鈴木利正 |
| 6    | 5月17日       | 敵と味方と             | 宮崎晃   | 鈴木利正 |
| 7    | 5月24日       | ああ戦いの日々         | 宮崎晃   | 鈴木利正 |
| 8    | 5月31日       | 土曜日のハプニング     | 桜井秀雄 | 山田高道 |
| 9    | 6月7日        | 今夜は休戦             | 宮崎晃   | 山田高道 |
| 10   | 6月14日       | 可愛い同居人           | 宮崎晃   | 鈴木利正 |
| 11   | 6月21日       | 喜びも悲しみも         | 宮崎晃   | 山田高道 |
| 12   | 6月28日       | 終りよければ（最終回） | 宮崎晃   | 鈴木利正 |